# John Horrocks

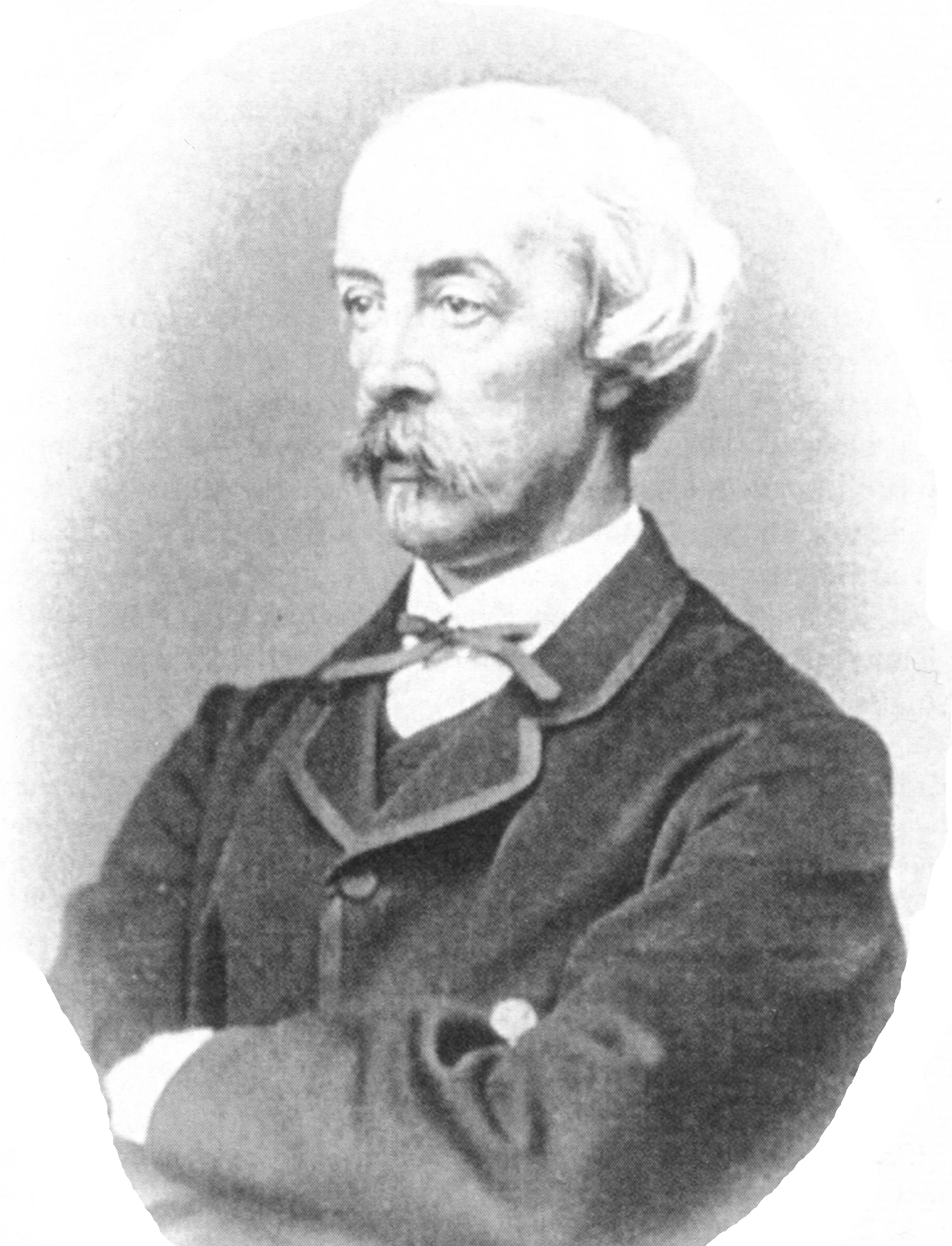
Horrocks

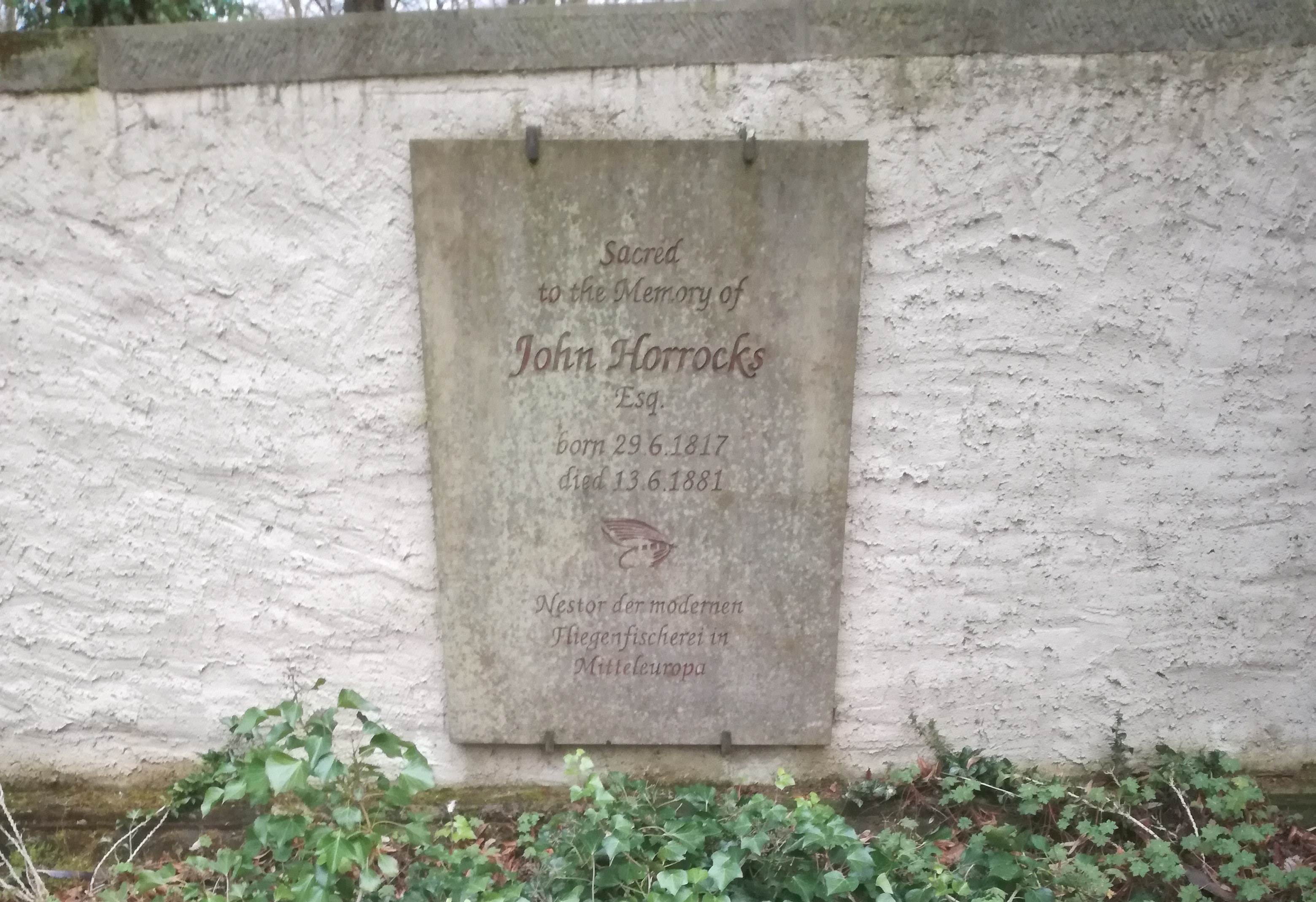

John Horrocks (* 29. Juni 1816 in Edinburgh; † 13. Juni 1881 in Weimar; andere Angaben: 14. Juni 1881) war der Begründer und Innovator der modernen Fliegenfischerei in Europa.

## Leben
John Horrocks entstammt einer weitverzweigten Familie, der Name ist bereits um 1500 in den Kirchenbüchern von Lancashire nachgewiesen. Sein Großvater war der Wollfabrikant John Horrocks I. (1768–1804). Seine Eltern waren John Horrocks II. (1794–1870) und Mary Scott-Macintosh (1793–1823). Der Zwillingsbruder von John Horrocks war der Autor Charles Horrocks, der ebenfalls einen Teil seines Lebens in Weimar verbrachte. 1842 übersiedelte John Horrocks nach Weimar und erwarb am 6. Dezember 1843 das Bürgerrecht. Er war dreimal verheiratet und zweimal verwitwet. Die erste Frau war Caroline Hahn († 1847); die Zweite war Isabella Zwierlein (1825–1853); und die Dritte Maura Diehme. Er hatte insgesamt fünf Kinder, darunter die Tochter Melanie (1845–1928), der am 19. Februar 1888 vom Großherzog von Hessen der Titel Gräfin von Büdingen verliehen wurde, nachdem sie sich 1868 mit Graf Ferdinand zu Ysenburg-Philippseich (1832–1893) verehelicht hatte.
1835 fischte Horrocks zum ersten Mal mit der Fliegenrute in der Ilm und anderen deutschen Gewässern. Danach verfasste er das Standardwerk Die Kunst der Fliegenfischerei auf Forellen und Äschen in Deutschland und Österreich, und hatte damit den größten Einfluss auf die Verbreitung der Fliegenfischerei als die „Kunst des Angelns“ in Deutschland. In seinem Buch, das 1874 erstmals erschien, schildert der englische Sportfischer Horrocks den Zustand und damaligen Verfall der Fischerei bezüglich Überfischung und Unzulänglichkeit der herrschenden Fischerei-Gesetze. Er forderte die Abschaffung mittelalterlicher Bräuche und veralteter Methoden des Angelns und verlangte Gesetze zur Schonung der Fische.
Horrocks wurde auf dem Historischen Friedhof Weimar in Thüringen begraben. Die ursprüngliche Grabstätte Horrocks-Hahn wurde 1975 aufgehoben und erneut belegt. Nach 1992 wurde eine Gedenktafel an der Südmauer des historischen Friedhofs angebracht.
Der Thüringische Traditionsverein im Fliegenfischen trägt den Namen »John Horrocks« Thüringen e.V. Damit wird auch das Andenken des Pioniers des Angelsports wachgehalten.